# Carolina Trujillo (actriz)
Carolina Trujillo (Bogotá, siglo XX) es una actriz de teatro, cine y televisión colombiana, reconocida por su papel de Francisca García Muriel en la telenovela La casa de las dos palmas de 1991.

## Carrera
Carolina nació en la ciudad de Bogotá. Se trasladó a Francia para adelantar estudios de actuación, escenografía y vestuario. En 1966 regresó a Colombia, donde empezó a desempeñarse como diseñadora de vestuario. En 1979 apareció en la serie de televisión En las líneas del destino, realizada por la programadora Punch. Cinco años después integró el elenco de la serie Casabrava, compartiendo reparto con actores como Gustavo Angarita, Jaime Saldarriaga y Martha Silva. En 1987 apareció en algunos episodios de la telenovela Vanessa y un año después interpretó a Concepción Landarete en la serie de época Los pecados de Inés de Hinojosa. Ese año interpretó el papel de Victoria Pinedo en Caballo viejo. Sus últimas apariciones en televisión en la década de 1980 ocurrieron en LP loca pasión y Los dueños del poder.
En 1991 logró reconocimiento de la crítica especializada con su actuación como Francisca García Muriel en La casa de las dos palmas, exitosa telenovela creada por Manuel Mejía Vallejo para RCN Televisión y protagonizada por Vicky Hernández, Edmundo Troya y Gustavo Angarita. Dulce ave negra de Julio Jiménez fue su siguiente producción televisiva, seguida de Eternamente Manuela en 1995. Dos años después encarnó a Berta en la telenovela Cartas de amor. Ese año integró el reparto de la película La deuda, dirigida por Nicolás Buenaventura y Manuel José Álvarez. Cerró la década de 1990 interpretando a Lía de Falla en ¿Por qué diablos?, telenovela protagonizada por Manolo Cardona y Marcela Carvajal.
En la década de 2000 integró el reparto de las películas El trato (2005) y El dragón de comodo (2007) y participó en las telenovelas Hasta que la plata nos separe y Novia para dos. Después de su participación en esta última producción se retiró de la televisión. Actualmente cuenta con una gran colección de figuras en miniatura que resaltan el vestuario utilizado del siglo XVII en adelante.

## Filmografía

### Cine
- El dragón de Comodo (2007)
- El trato (2005)
- La deuda (1997)

### Televisión
- En las líneas del destino (1979)
- Casabrava (1984)
- Vanessa (1987)
- Los pecados de Inés de Hinojosa (1988)
- Caballo viejo (1988)
- El visitante (1988)
- LP loca pasión (1989)
- Los dueños del poder (1989)
- La casa de las dos palmas (1991)
- Dulce ave negra (1993)
- Eternamente Manuela (1995)
- Mascarada (1995)
- Cartas de amor (1997)
- ¿Por qué diablos? (1999)
- Hasta que la plata nos separe (2006)
- Novia para dos (2008)
- Primera Dama (2011)